# فرنر هرتزوغ

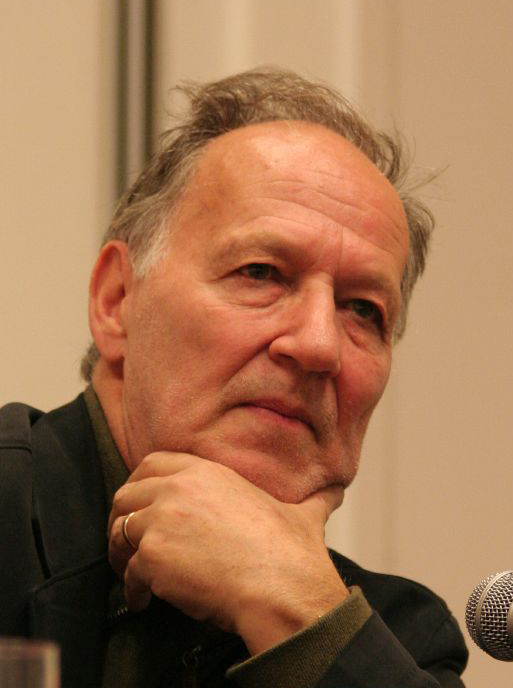
فرنر هرتزوغ

ولد فرنر هرتزوغ في 5 أيلول (سبتمبر) 1942 في مدينة ميونخ، وهو مخرج سينمائي ألماني إضافة إلى كونه منتجاً وكاتب للسيناريو وممثلا ومخرجاً لعروض الأوبرا.
لطالما اعتبر هيرتسوغ واحداً من أعظم الشخصيات في السينما الألمانية الحديثة مع كلٍ من راينر فيرنر فاسبندر، مارغريت هفون تروتا، فولكر شلوندورف ، هانز-يورغن سوبربرغ، فيم فيندرز وآخرين. كثيراً ما تميزت أفلامه بعرض أبطال لهم طموحات مستحيلة أو أناس يتميزون بمواهب فريدة من نوعها في اختصاصات غير واضحة المعالم أو في أحيان أخرى كانت أفلامه تعرض أفراداً يجدون أنفسهم في صراع مع الطبيعة المحيطة.
المخرج الفرنسي الأسطوري فرانسوا تروفو قال ذات مرة عن هرتزوغ بأنه: «أهم مخرج سينمائي على الإطلاق».

## لمحة عن إنجازاته
إضافة إلى استعانته بنجوم سينمائيين ألمان وأمريكان وغيرهم، فإن هيرتسوغ معروف باستقدامه لأناس من المنطقة التي يصور فيها، خاصة في أفلامه الوثائقية، ويبرر استعانته بالسكان المحليين ليفيد ما يسميه «الحقيقة المنتشية» مستخدماً لقطات لهم في حالتي تمثليهم لأدوارهم وتجسيدهم لأنفسهم.
هيرتسوغ وأعماله ترشحوا أكثر من مرة للعديد من الجوائز العالمية، وكانت جائزته الكبرى الأولى حصوله على جائزة الدب الفضي الاستثنائية في التحكيم على أول فيلم روائي طويل له إشارات الحياة Signs of life. من أكثر الجوائز اللافتة الأخرى نذكر له أيضاً حصوله على جائزة أفضل مخرج في فيلم فيزكارالدو Fitzcarraldo في مهرجان كان السينمائي عام 1982. كما حصل فيلمه لغز كاسبر هاوزر لغز كاسبر هاوزر في نفس المهرجان ولكن قبل عدة سنوات (وتحديداً في العام 1975) على جائزة التحكيم الخاصة (المعروفة أيضاً بالسعفة الفضية).

## نظريته في الأفلام
تلقت أفلام هرتزوغ إشادات من النقاد إضافة إلى شعبية واسعة في بيت الفنون. كما كانت أفلامه مثار جدل فيما يتعلق بمواضيعها والرسائل التي تبثها، خصوصاً الظروف المحيطة (أو المؤدية إلى) بإنتاجها، المثال البارز هو فيلم فيزكارالدو فيتزكارالدو، الذي فيه كان استحواذ الشخصية الرئيسية معكوساً من قبل المخرج خلال تصوير الفيلم، وكما هو ظاهر في فيلم عبء الأحلام Burden of Dreams، وهو فيلم وثائقي تم تصويره خلال إنتاج فيلم فيزكارالدو Fitzcarraldo. تميز هرتزوغ بالتعامل مع المواضيع في إطارها (مجالها) كما هو في فيلم فاجنريان Wagnerian، وأيضاً في فيزكارالدو Fitzcarraldo وفي فيلمه الأخير لا يقهر Invincible (2001) المستلهمة بشكل مباشر من الأوبرا أو من مواضيع أوبرالية. وهو فخور بعدم استخدامه للقصص المصورة أبداً وأحياناً ارتجال أجزاء يسيرة من السيناريو.

## فيلموغرافيا

### الأفلام الروائية الطويلة
- (Signs of Life (1968
- (Even Dwarfs Started Small (1970
- (Fata Morgana (1971
- (Aguirre, the Wrath of God (1972
- (The Enigma of Kaspar Hauser (1974
- (Heart of Glass (1976
- (Stroszek (1977
- (Nosferatu the Vampyre (1979
- (Woyzeck (1979
- (Fitzcarraldo (1982
- (Where the Green Ants Dream (1984
- (Cobra Verde (1987
- (Scream of Stone (1991
- (Invincible (2001
- (The Wild Blue Yonder (2005
- (Rescue Dawn (2007
- (Bad Lieutenant: Port of Call New Orleans (2009
- (My Son, My Son, What Have Ye Done (2009

### الأفلام القصيرة
- (Herakles (1962
- (The Unprecedented Defence of the Fortress Deutschkreuz (1966
- (Last Words (1967
- (Precautions Against Fanatics (1969
- (No One Will Play With Me (1976
- (Lessons of Darkness (1992 (دروس الظلام)
- O soave fanciulla from La bohème (2009) review

الأفلام الوثائقية:
- الأفلام الطويلة:
- (Land of Silence and Darkness (1971
- (Echoes From a Somber Empire (1990
- (Bells from the Deep (1993
- (Little Dieter Needs to Fly (1997
- (My Best Fiend (1999
- (Wheel of Time (2003
- (The White Diamond (2004
- (Grizzly Man (2005
- (Encounters at the End of the World (2007
- (Cave of Forgotten Dreams (2010
- (Happy People: A Year in the Taiga (2010

- للتلفزيون:
- (The Flying Doctors of East Africa (1969
- (Handicapped Future (1971
- (How Much Wood Would a Woodchuck Chuck (1976
- (God's Angry Man (1980
- (Huie's Sermon (1980
- (The Dark Glow of the Mountains (1984
- (Ballad of the Little Soldier (1984
- (Wodaabe - Herdsmen of the Sun (1989
- (Film Lesson 1-4 (1990
- (Jag Mandir (1991
- (The Transformation of the World Into Music (1994
- (Gesualdo: Death for Five Voices (1995
- (The Lord and the Laden included in 2000 Years of Christianity (1999
- (Wings of Hope (2000

- الأفلام القصيرة:
- (Game in The Sand (1964
- (The Great Ecstasy of Woodcarver Steiner (1974
- (La Soufrière (1977
- (Portrait Werner Herzog (1986
- (Les Gaulois included in Les Français vus par... (1988
- (Pilgrimage (2001
- (Ten Thousand Years Older, included in Ten Minutes Older: The Trumpet (2002

### كتابة السيناريو
- أفلام كتبها هيرتسوغ ولم يخرجها
- (Werner Herzog Eats His Shoe (1980

- هرتزوغ كتب جميع أفلامه ما عدا هذه التي شارك في كتابتها:
- (Scream of Stone (1991
- (Bad Lieutenant: Port of Call New Orleans (2009
- (My Son, My Son, What Have Ye Done (2009

- كما شارك هرتزوغ أيضاً في كتابة الأفلام التالية:
- (El hambre en el mundo explicada a mi hijo (2002
- (Incident at Loch Ness (2004

### التمثيل
- (Geschichten vom Kübelkind (1971
- (Man of Flowers (1983
- (Bride of the Orient (1989
- (Hard to Be a God (1990
- (Tales from the Opera (1994
- (Burning Heart (1995
- (What Dreams May Come (1998
- (Julien Donkey-Boy (1999
- (Incident at Loch Ness (2004
- (Mister Lonely (2007
- (The Grand (2007
- (Plastic Bag (2009

## روابط خارجية
- فرنر هرتزوغ على موقع IMDb (الإنجليزية)
- فرنر هرتزوغ على موقع الموسوعة البريطانية (الإنجليزية)
- فرنر هرتزوغ على موقع روتن توميتوز (الإنجليزية)
- فرنر هرتزوغ على موقع مونزينجر (الألمانية)
- فرنر هرتزوغ على موقع قاعدة بيانات الأفلام العربية
- فرنر هرتزوغ على موقع ألو سيني (الفرنسية)
- فرنر هرتزوغ على موقع ميوزك برينز (الإنجليزية)
- فرنر هرتزوغ على موقع أول موفي (الإنجليزية)
- فرنر هرتزوغ على موقع بوكس أوفيس موجو (الإنجليزية)
- فرنر هرتزوغ على موقع قاعدة بيانات الأفلام السويدية (السويدية)